# Хоти, Авдулла
Авдулла Хоти (алб. Avdullah Hoti; род. 4 февраля 1976 года, Ораховац) — косовский экономист, политический и государственный деятель. В прошлом — премьер-министр Косова (2020—2021), глава парламентской группы Демократической лиги Косова с 2017 по 2020 год.

## Биография
Изучал менеджмент и информатику на экономическом факультете Приштинского университета (1994—1998), работал ассистентом с 1998 года. Затем последовало обучение в магистратуре и докторантуре Стаффордширского университета. С 2008 года он преподавал в Приштинском университете, с 2012 года — доцент.
Член правления ДЛК с 2010 года. С 2010 по 2013 год — заместитель мэра Приштины. На парламентских выборах 2014 года он был избран депутатом.
С декабря 2014 года по август 2017 года работал министром финансов в правительстве Исы Мустафы.
Кандидат на пост премьер-министра на парламентских выборах 2017 года.
С февраля по март 2020 года — первый вице-премьер.
3 июня 2020 года парламент утвердил правительство Авдуллы Хоти после того, как 22 марта вынес вотум недоверия правительству Альбина Курти.

## Правление
4 сентября 2020 года подписал соглашение о нормализации экономических отношений между Сербией и Косовом с США после встречи с президентом Сербии Александром Вучичем при посредничестве президента США Дональда Трампа. Соглашение предполагало признание Косова Израилем и открытие посольства Косова в Иерусалиме (что вызвало негативную реакцию среди мусульманских государств).
21 декабря Конституционный суд Косова одобрил запрос оппозиционной партии «Движение за самоопределение» о провозглашении недействительным голоса осужденного депутата Этема Арифи в поддержку правительства Хоти и постановил о проведении новых парламентских выборов в крае.